# Superliga de Grecia 2015-16
La temporada 2015-16 fue la 57.ª edición de la Superliga de Grecia, la máxima competición futbolística de Grecia. El Olympiacos es el actual defensor del título.
El club campeón se clasificará para la tercera ronda previa de la Liga de Campeones de la UEFA 2015-16 en el bombo de los Campeones, mientras que el club vencedor de los playoffs jugará de igual manera la tercera ronda de la misma competición pero en el bombo de los No Campeones. Los equipos que acaben en segundo y tercer lugar en los playoffs se clasificarán para la fase de clasificación de la UEFA Europa League 2015-16. Los 4 equipos con el menor puntaje descenderán a la Beta Ethniki 2016-17. 
Un tercer cupo a la Liga Europa de la UEFA 2016-17 será para el vencedor de la Copa de Grecia.

## Equipos participantes

### Ascensos y descensos
| Pos. | de la Superliga de Grecia 2014-15 |
| ---- | --------------------------------- |
| 15.º | Panthrakikos                      |
| 16.º | Ergotelis                         |
| 17.º | OFI Creta                         |
| 18.º | Niki Volos                        |

| Pos. | de la Beta Ethniki 2014-15 |
| ---- | -------------------------- |
| 1.º  | AEK Atenas                 |
| 2.º  | Iraklis Salónica           |

## Equipos y estadios
| Club             | Ciudad     | Estadio                      | Capacidad |
| ---------------- | ---------- | ---------------------------- | --------- |
| AEK Atenas       | Atenas     | Estadio Olímpico             | 69.638    |
| Asteras Tripolis | Trípoli    | Asteras Tripolis Stadium     | 7.616     |
| Atromitos        | Atenas     | Peristeri Stadium            | 10.200    |
| Iraklis          | Tesalónica | Kaftanzoglio Stadium         | 27.770    |
| Kalloni          | Mytilene   | Mytilene Municipal Stadium   | 4.000     |
| Levadiakos       | Lebadea    | Levadia Municipal Stadium    | 6.500     |
| Olympiacos       | Pireo      | Estadio Georgios Karaiskakis | 32.115    |
| Panathinaikos    | Atenas     | Apostolos Nikolaidis Stadium | 16.118    |
| Panetolikos      | Agrinio    | Panetolikos Stadium          | 6.500     |
| Panionios Atenas | Atenas     | Estadio Nea Smyrni           | 11.700    |
| Panthrakikos     | Komotini   | Komotini Municipal Stadium   | 6.198     |
| PAOK Salónica    | Salónica   | Estadio La Tumba             | 28.703    |
| PAS Giannina     | Ioannina   | Estadio Zosimades            | 7.652     |
| Platanias        | Platanias  | Estadio Municipal Perivolia  | 3.800     |
| Skoda Xanthi     | Xanthi     | Skoda Xanthi Arena           | 7.361     |
| Veria            | Veria      | Veria Stadium                | 7.000     |

### Entrenadores
| Club            | Entrenador                | Capitán               | Kit manufacturer | Shirt sponsor |
| --------------- | ------------------------- | --------------------- | ---------------- | ------------- |
| AEK Atenas      | Stelios Manolas           | Petros Mantalos       | Nike             | Pame Stihima  |
| Asteras Tripoli | Makis Chavos              | Dorin Goian           | Nike             | Stoiximan.GR  |
| Atromitos       | Traianos Dellas           | Eduardo Brito         | Saller           | Tzoker        |
| Iraklis         | Nikos Papadopoulos        | Nikos Pourtoulidis    | Blue Line        | Tzoker        |
| Kalloni         | Nikos Karageorgiou        | Giorgos Manousos      | Adidas           | Novibet       |
| Levadiakos      | Dimitrios Farantos        | Thanasis Moulopoulos  | Umbro            | Vanmax S.A.   |
| Olympiacos      | Marco Silva               | David Fuster          | Adidas           | Stoiximan.GR  |
| Panathinaikos   | Andrea Stramaccioni       | Zeca                  | Puma             | Pame Stihima  |
| Panetolikos     | Ioannis Matzourakis       | Georgios Kousas       | Joma             | Pame Stihima  |
| Panionios       | Marinos Ouzounidis        | Pavlos Mitropoulos    | Tempo Sport      | Lotto         |
| Panthrakikos    | Zoran Stoinović           | Antonis Ladakis       | Nike             | Stoiximan.GR  |
| PAOK            | Vladimir Ivić             | Stefanos Athanasiadis | Macron           | Sportingbet   |
| PAS Giannina    | Ioannis Petrakis          | Alexios Michail       | Nike             | Tzoker        |
| Platanias       | Georgios Paraschos        | Dimitris Alkis        | Macron           | Stoiximan.GR  |
| Skoda Xanthi    | Răzvan Lucescu            | Konstantinos Fliskas  | Joma             | Pame Stihima  |
| Veria           | Dimitrios Eleftheropoulos | Alexandros Vergonis   | Nike             | Stoiximan.GR  |

## Clasificación
- Actualizado al final del torneo el 17 de abril de 2016.[1]

| --- | Pos. | Equipos          | PJ | PG | PE | PP | GF | GC | DIF | PTS |
| --- | ---- | ---------------- | -- | -- | -- | -- | -- | -- | --- | --- |
|     | 1.   | Olympiakos       | 30 | 28 | 1  | 1  | 81 | 16 | +65 | 85  |
| P   | 2.   | Panathinaikos    | 30 | 18 | 4  | 8  | 52 | 26 | +26 | 55  |
| P   | 3.   | AEK Atenas       | 30 | 17 | 6  | 7  | 43 | 21 | +22 | 54  |
| P   | 4.   | PAOK Salónica    | 30 | 13 | 9  | 8  | 45 | 32 | +13 | 45  |
| P   | 5.   | Panionios        | 30 | 12 | 8  | 10 | 33 | 27 | +6  | 44  |
|     | 6.   | PAS Giannina     | 30 | 12 | 6  | 12 | 36 | 40 | -4  | 42  |
|     | 7.   | Asteras Tripolis | 30 | 11 | 8  | 11 | 31 | 30 | +1  | 41  |
|     | 8.   | Platanias        | 30 | 10 | 9  | 11 | 31 | 30 | +1  | 39  |
|     | 9.   | Atromitos        | 30 | 12 | 6  | 12 | 26 | 31 | -5  | 39  |
|     | 10.  | Levadiakos       | 30 | 9  | 10 | 11 | 27 | 36 | -9  | 37  |
|     | 11.  | Iraklis Salónica | 30 | 8  | 11 | 11 | 25 | 32 | -7  | 35  |
|     | 12.  | Panetolikos      | 30 | 9  | 8  | 13 | 30 | 46 | -16 | 35  |
|     | 13.  | Skoda Xanthi     | 30 | 6  | 15 | 9  | 27 | 32 | -5  | 33  |
|     | 14.  | Veria            | 30 | 5  | 12 | 13 | 19 | 33 | -14 | 27  |
|     | 15.  | Panthrakikos     | 30 | 3  | 8  | 19 | 18 | 58 | -40 | 17  |
|     | 16.  | Kalloni          | 30 | 3  | 7  | 20 | 19 | 53 | -34 | 16  |

|   | Campeón y clasificado a Liga de Campeones de la UEFA 2016-17. |
| P | Clasificado a playoffs                                        |
|   | Descendido a Beta Ethniki 2016-17.                            |

## Playoffs
El grupo de playoffs se disputa a partidos de ida y vuelta en seis jornadas, el ganador accede a la Liga de Campeones de la UEFA 2016-17. El quinto equipo en la clasificación general de la temporada regular inicia los playoffs con 0 puntos. Los otros equipos se les asigna el número de puntos correspondientes a la diferencia de puntos entre ellos y el club quinto clasificado, dividido entre 5 y redondeado al número entero más próximo. 
- AEK Atenas y Panathinaikos comienzan con dos puntos de bonificación.
- Actualización final el 31 de mayo de 2016.[1]

| --- | Pos. | Equipos       | PJ | PG | PE | PP | GF | GC | DIF | PTS |
| --- | ---- | ------------- | -- | -- | -- | -- | -- | -- | --- | --- |
|     | 2.   | PAOK Salónica | 6  | 3  | 3  | 0  | 8  | 3  | +5  | 12  |
|     | 3.   | Panathinaikos | 6  | 2  | 3  | 1  | 8  | 6  | +2  | 11  |
|     | 4.   | AEK Atenas    | 6  | 2  | 1  | 3  | 5  | 7  | -2  | 9   |
|     | 5.   | Panionios     | 6  | 1  | 1  | 4  | 2  | 7  | -6  | 4   |

|  | Clasificado para la Tercera ronda previa de la Liga de Campeones de la UEFA 2016-17. |
|  | Clasificado para la Tercera ronda previa de la Liga Europa de la UEFA 2016-17        |
|  | Clasificado para la Segunda ronda previa de la Liga Europa de la UEFA 2016-17        |

## Estadísticas
| Pos. | Jugador               | Club             | Goles |
| ---- | --------------------- | ---------------- | ----- |
| 1    | Kostas Fortounis      | Olympiacos       | 18    |
| 2    | Marcus Berg           | Panathinaikos    | 15    |
| 3    | Apostolos Giannou     | Asteras Tripolis | 13    |
| 4    | Stefanos Athanasiadis | PAOK Salonika    | 11    |
| 4    | Tasos Bakasetas       | Panionios        | 11    |
| 4    | Apostolos Vellios     | Iraklis Salónica | 11    |
| 4    | Vangelis Mantzios     | Levadiakos       | 11    |
| 8    | Brown Ideye           | Olympiacos       | 10    |
| 8    | Michalis Manias       | PAS Giannina     | 10    |

| Pos. | Jugador          | Club          | Asistencias |
| ---- | ---------------- | ------------- | ----------- |
| 1    | Kostas Fortounis | Olympiacos    | 12          |
| 2    | Olivier Boumale  | Panathinaikos | 9           |
| 3    | Tasos Bakasetas  | Panionios     | 6           |
| 3    | Brown Ideye      | Olympiacos    | 6           |
| 3    | Javier Umbides   | Atromitos     | 6           |